# Consumerização
Consumerização é a reorientação dos projetos de produto e serviço para focar no (e comercializar com) usuário final como um consumidor individual, em contraste com uma era mais antiga de apenas ofertas orientadas à organização (projetadas exclusivamente para vendas de empresa para empresa ou empresa para governo). O surgimento do consumidor individual como o condutor primário do projeto de produto e serviço é mais comumente associado com a indústria de TI, quando grandes empresas e organizações governamentais dominaram as primeiras décadas do desenvolvimento e uso do computador. Desta forma, a revolução do microcomputador, na qual a computação eletrônica mudou de uso exclusivamente empresarial e governamental para incluir a computação pessoal, é um exemplo básico de consumerização.
Porém, muitos produtos baseados em tecnologia, como calculadoras e telefones móveis, também tiveram suas origens em mercados de negócios, e somente com o tempo se tornaram dominadas pelo uso de consumidor em grande volume, quando estes produtos foram comoditizados e seus preços caíram. Ambos hardware e software podem ser consumerizados. Um exemplo de software empresarial que se tornou software de consumidor é o software de reconhecimento óptico de caractere, que originou-se com sistemas bancários e postais (para automatizar a compensação de chueques e classificação de correspondências) mas eventualmente se tornaram softwares de produtividade pessoal. Esta disseminação de mudança tecnológica através de uma economia, pelo menos para algumas tecnologias, move-se, então, de pesquisa e desenvolvimento (na qual tecnologias são inventadas), por meio da comercialização (na qual eles entram no mundo dos negócios), para consumerização.

## Origens
Embora a consumerização já exista há décadas, o termo consumerização como um nome para o fenômeno acredita-se ter sido usado pela primeira vez regularmente em um contexto da indústria de TI por Douglas Neal e John Taylor do Fórum Leading Edge em 2001. O primeiro artigo publicado conhecido nesta tema foi a "Consumerização da Tecnologia da Informação", publicado pela LEF em junho de 2004. O termo é agora amplamente utilizado em todo o setor de TI, e é o tema de inúmeras conferências e artigos, e sua utilização mais proeminente, até agora, foi como uma inserção especial na revista "The Economist", em 8 de outubro de 2011.